# 喬·洛·特魯格里奧
喬·洛·特魯格里奧（Joe Lo Truglio，1970年12月2日—）是美國的一位演員和喜劇演員。他是喜劇中心頻道節目雷諾911的常規成員，也出演了福斯廣播公司情景喜劇荒唐分局。特魯格里奧出生在紐約。

## 事業發展
洛·特魯吉奧為《國家》編寫並表演了多個小品，還為該節目製作了動畫片段。1995年《國家》結束後，他在1990年代末期多部節目中客串，包括《維瓦多樣性》、《直立公民旅團》、《法律與秩序》和《第三觀察》。
2001年，洛·特魯吉奧在同為《國家》校友的大衛·溫的喜劇電影《濕熱的美國夏天》中出演，飾演一名夏令營輔導員。他還在大衛·溫、邁克爾·肖沃特和邁克爾·伊安·布萊克的在線短片系列《斯特拉》中客串。
他出現在2005年的喜劇中心節目《斯特拉》中，並在肖沃特的電影《巴克斯特》中客串。他在《雷諾911！》中客串，並出現在2007年的電影《雷諾911！：邁阿密》中。他為多個視頻遊戲提供了配音，包括《戰士》。2005年，他在《俠盜獵車：自由城故事》中為文森佐·“幸運”·奇利配音。2006年，他在阿蒂·蘭奇的《啤酒聯盟》中飾演配角。
洛·特魯吉奧出現在多個電視廣告中，包括Gateway電腦和Jack Link's牛肉乾。
他在賈德·阿帕圖的熱門喜劇《超級壞》中飾演“司機弗朗西斯”，並在《菠蘿快遞》、《保羅》、《角色榜樣》、《流浪欲望》和《我愛你，老兄》等電影中擔任配角。2008年7月，洛·特魯吉奧與比爾·哈德和傑森·蘇戴基斯在網絡劇《The Line》中合作。他還出現在喜劇播客《喜劇轟鳴！》、《永不搞笑》和《超級自我》中。
洛·特魯吉奧出現在Starz的喜劇《Party Down》中，並在2010年福克斯的短命情景喜劇《圖森之子》中擔任常駐角色。2011年，他在NBC短命喜劇《自由代理》中與漢克·阿扎里亞共同主演。洛·特魯吉奧在《美國老爸！》的劇集“斯坦的好朋友”中為弗雷迪配音。2013年，洛·特魯吉奧與安迪·山伯格和安德烈·布勞耶共同主演福克斯的喜劇系列《布魯克林九號》。
洛·特魯吉奧在Netflix的八集系列《濕熱的美國夏天：夏令營第一天》中重溫了他在2001年電影《濕熱的美國夏天》中飾演的尼爾一角。該系列於2015年7月31日首播。